# Саша Ивковић
Саша Ивковић (Вуковар, 13. мај 1993) је српски фудбалер који игра у одбрани и везном реду.

## Биографија
Ивковић је рођен у Вуковару, а одрастао у Бачкој Паланци где се школовао и тренирао фудбал у млађем узрасту.
Играо је у ЧСК Пивари из Челарева у сезони 2010/2011 и одатле је као омладински репрезентативац и један од најталентованијих младих играча потписао уговор са Партизаном на 5 година 2011. године.
Игра на позицији везног реда. За омладинску репрезентацију Србије до 18 година одиграо је 4 утакмице, а за омладинску репрезентацију до 19 година 8 утакмица. Учествовао је на европском шампионату до 19 година 2012. године. Његов рођени брат Радован Ивковић игра за Бачку из Бачке Паланке, некад веома успешног друголигаша.
У новембру 2012. италијански медији су пренели вест да су клубови Аталанта, Удинезе и Катанија заинтересовани за долазак Саше Ивковића, а то је потврдио и италијански менаџер Дијего Форести. Међутим Саша Ивковић је изјавио да жели да се прво докаже у Партизану и иде постепено. Иако већ има потписан уговор са Партизаном, у јануару 2013. наставио је да игра за Телеоптик
У лето 2013. је потписао четворогодишњи уговор са Партизаном, и почео да игра носећи број дреса 18. У фебруару 2014. је послат на позајмицу у Телеоптик до краја сезоне. У јулу. 2014. Партизан га шаље на позајмицу у Бачку где наступа и његов рођени брат. У јануару 2015. долази на позајмицу у Вождовац.

## Галерија
- Саша Ивковић